# NGC 5725
NGC 5725 је спирална галаксија у сазвежђу Девица која се налази на NGC листи објеката дубоког неба.
Деклинација објекта је + 2° 11' 8" а ректасцензија 14h 40m 58,2s. Привидна величина (магнитуда) објекта NGC 5725 износи 13,7 а фотографска магнитуда 14,4. NGC 5725 је још познат и под ознакама UGC 9466, MCG 0-37-25, CGCG 19-80, IRAS 14384+0224, PGC 52456.